# Seepferdchen
Die Seepferdchen (Hippocampus) gehören zu den Knochenfischen. Sie fallen besonders durch ihr Äußeres auf, das von der typischen „Fisch“-Gestalt abweicht. Ihr Kopf erinnert etwas an den eines Pferdes, ihr Hinterleib wirkt im Vergleich zu vielen anderen Knochenfischen etwas „wurm“-artig. Gemeinsam mit den Fetzenfischen und weiteren Arten bilden sie die Familie der Seenadeln (Syngnathidae).

## Merkmale

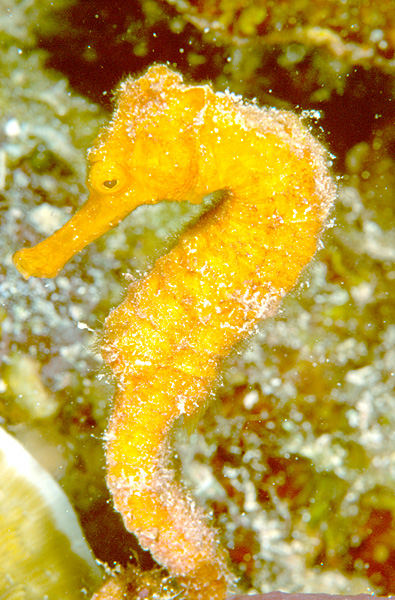
Hippocampus sp.

Der Körper, in der Regel in vertikaler Haltung, ist von ringförmig angeordneten Knochenplatten umgeben, deren Kanten Ringe um den Körper und Leisten längs des Körpers formen. Am im Querschnitt siebeneckigen Rumpf befinden sich gewöhnlich 11, gelegentlich auch 12 bis 13, am Schwanz gewöhnlich 30 oder mehr Ringe. Die Stellen, an denen sich Ringe und Längsleisten kreuzen, sind normalerweise erhöht und bilden Tuberkel oder Stacheln. Die Stacheln können Unterscheidungsmerkmale für einzelne Arten sein, variieren jedoch je nach Alter und Geschlecht. Generell sind Jungtiere stacheliger als Erwachsene und Weibchen stacheliger als Männchen. Der Kopf ist nach vorne und abwärts gerichtet, bei adulten Tieren in einem Winkel von weniger als 90°. Das kleine Maul befindet sich an der Spitze einer röhrenförmigen Schnauze, die Kiefer sind unbezahnt. Der Hals ist gut entwickelt und beweglich, der Bauch seitlich stark abgeflacht. Der vierseitige Schwanz ist zum Greifen geeignet, bei den Männchen befindet sich unter dem vorderen Teil des Schwanzes ein Brutbeutel.
Die Rückenflosse sitzt gewöhnlich erhöht über einigen Rumpfringen und ein bis zwei Schwanzringen, Brustflossen sind vorhanden. Rückenflosse und Brustflossen werden von 10 bis 20 Flossenstrahlen gestützt. Die Afterflosse ist klein und kann bei adulten Tieren auch fehlen, eine Schwanzflosse ist nicht vorhanden.

## Verbreitung

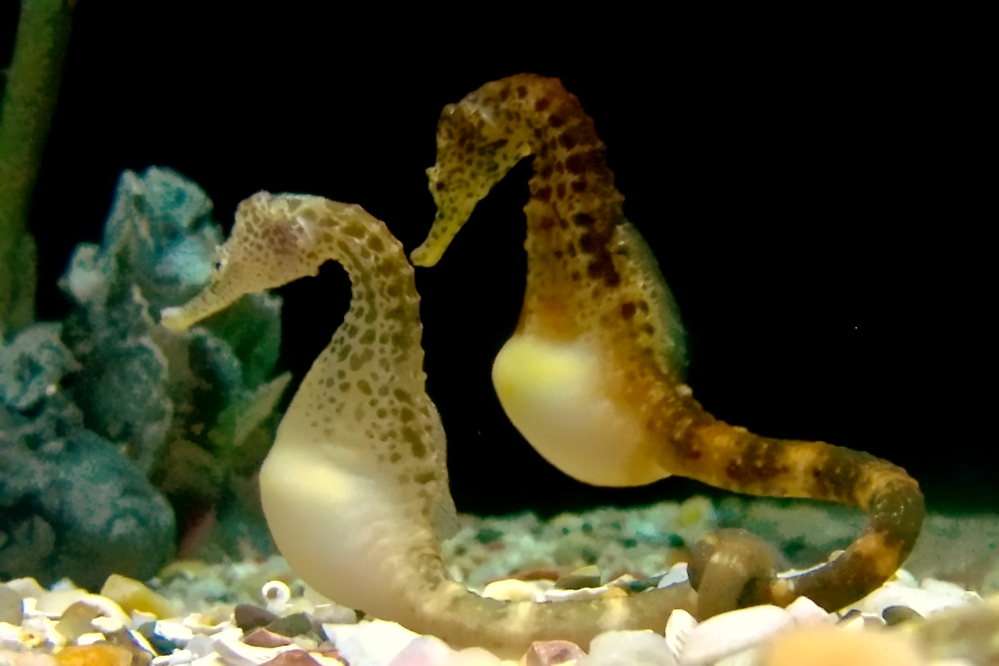
Zwei Dickbauchseepferdchen mit umschlungenen Schwänzen

Seepferdchen leben weltweit in tropischen und gemäßigten Meeren. Die meisten Arten kommen in den gemäßigt temperierten Meeren um Südaustralien und Neuseeland vor. Ihr Schwanz dient als Wickelschwanz der Verankerung an Seegras u. Ä. oder auch an Artgenossen. Interessant ist, dass dabei der Schwanz nicht – wie sonst bei Knochenfischen – lateral bewegt wird, sondern nach unten: Die Rumpfmuskulatur ist reduziert, die beiden hinteren unteren Carinalmuskeln sind hingegen stark entwickelt. Bei großer Gefahr flüchten Seepferdchen aber auch noch ausgestreckt.
Die Seepferdchen des Ärmelkanals und der europäischen Atlantikküste werden H. hippocampus zugeordnet, H. europaeus nach Ginsburg (1933) und Kuiter (2009) wird aktuell als Synonym von H. hippocampus angesehen.
Im Mittelmeer leben mindestens drei Arten von Seepferdchen: Das Langschnäuzige Seepferdchen (H. guttulatus) und das Kurzschnäuzige Seepferdchen (H. hippocampus), die aufgrund ihrer Kopfform so genannt werden, und Hippocampus fuscus, das über den Suezkanal aus dem Roten Meer ins Mittelmeer eingewandert ist. Die Populationen des Langschnäuzigen Seepferdchens im Schwarzen Meer stellen möglicherweise eine eigene Art dar.
Kurzschnäuzige Seepferdchen kehren mittlerweile auch in Gebiete zurück, aus denen sie bereits völlig verschwunden waren, wie zum Beispiel die Nordsee, wo sie seit 1930 als ausgestorben galten. Forscher versuchen die Veränderung des Lebensraumes zu erfassen und dabei die ökologischen Bedingungen zu definieren, die als Voraussetzung für eine dauerhafte Wiederansiedlung nötig sind. Die Tiere bevorzugen offenbar geschützte Flachwasserbereiche mit Tiefen von bis zu etwa sechs Metern. Neben ausreichend Krebsen und anderem Plankton benötigen Seepferdchen geeignete Versteckmöglichkeiten. In der Nordsee hilft ihnen somit auch die Ausbreitung des eingeschleppten Japanischen Beerentangs Sargassum muticum sowie die Verbreitung des Blasentangs Fucus vesiculosus, die ihnen als Unterschlupf dienen.

## Fortpflanzung

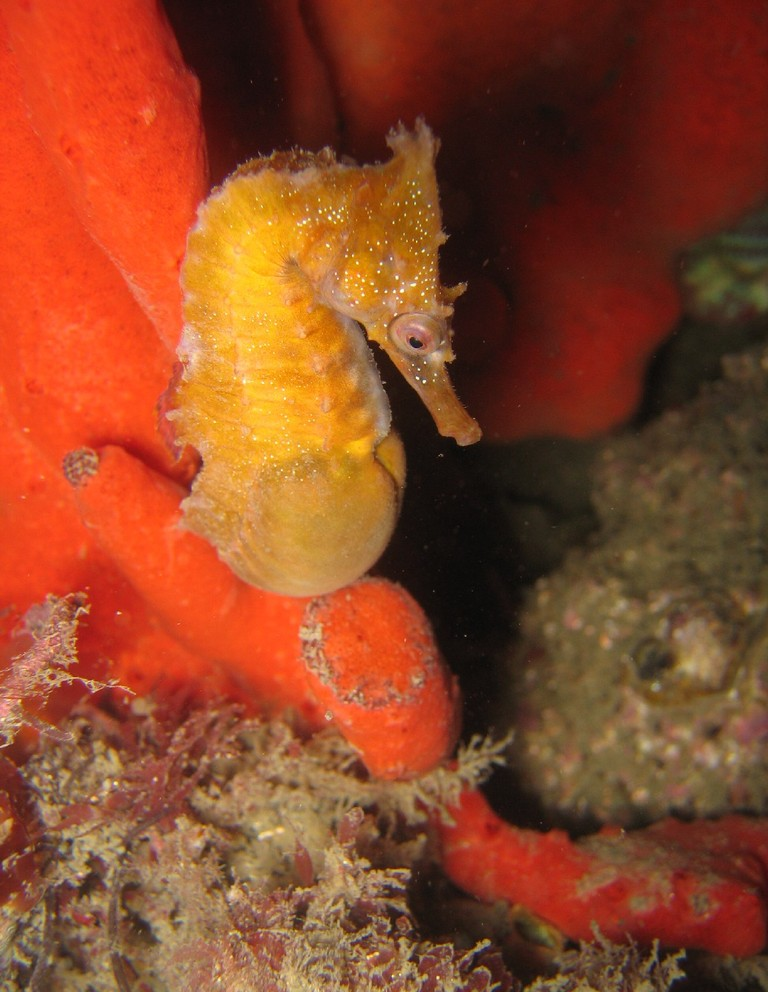
Männchen von Hippocampus whitei mit gefüllter Bauchtasche

Bei Seepferdchen werden die Männchen trächtig. Die Weibchen produzieren die Eier und legen mit ihnen einen Dottervorrat an. Beim Geschlechtsakt spritzen sie diese dem Männchen in die dafür vorgesehene Bauchtasche, wo sie vom männlichen Sperma befruchtet werden. Diesem Einspritzen der Eier in die männliche Bruttasche geht eine gemeinsame Balz voraus, die aus einem spiraligen Auf und Ab im Seegras besteht. Männchen und Weibchen treffen sich in den Morgenstunden und schwimmen synchron mit ineinandergehakten Schwänzen nebeneinander her. Ist das Weibchen paarungsbereit, so beginnt es mit dem Balztanz, der mit der Begattung endet. Die Weibchen legen je nach Art zwischen 150 und 2000 Eier in die Bruttasche der Männchen. Im Innern dieser Tasche werden die Eier von einem Gewebe umwachsen, das vor allem die Atmung der Embryonen regelt, indem es Kohlenstoffdioxid aus den Eiern aufnimmt und Sauerstoff an die Eier abgibt. Daneben stellt das Gewebe eine Umgebung her, die dem Salzgehalt im Meerwasser entspricht. Die Entwicklung der jungen Fische dauert etwa zehn bis zwölf Tage. Nach dieser Zeit zieht sich das trächtige Männchen in das Seegras zurück und beginnt die Jungfische zu gebären.
Die Jungen sind von nun an auf sich selbst gestellt und beginnen mit der Jagd auf kleine, planktonische Krebstiere. Bei einigen Arten findet einen Tag später eine erneute Paarung statt.

## Systematik

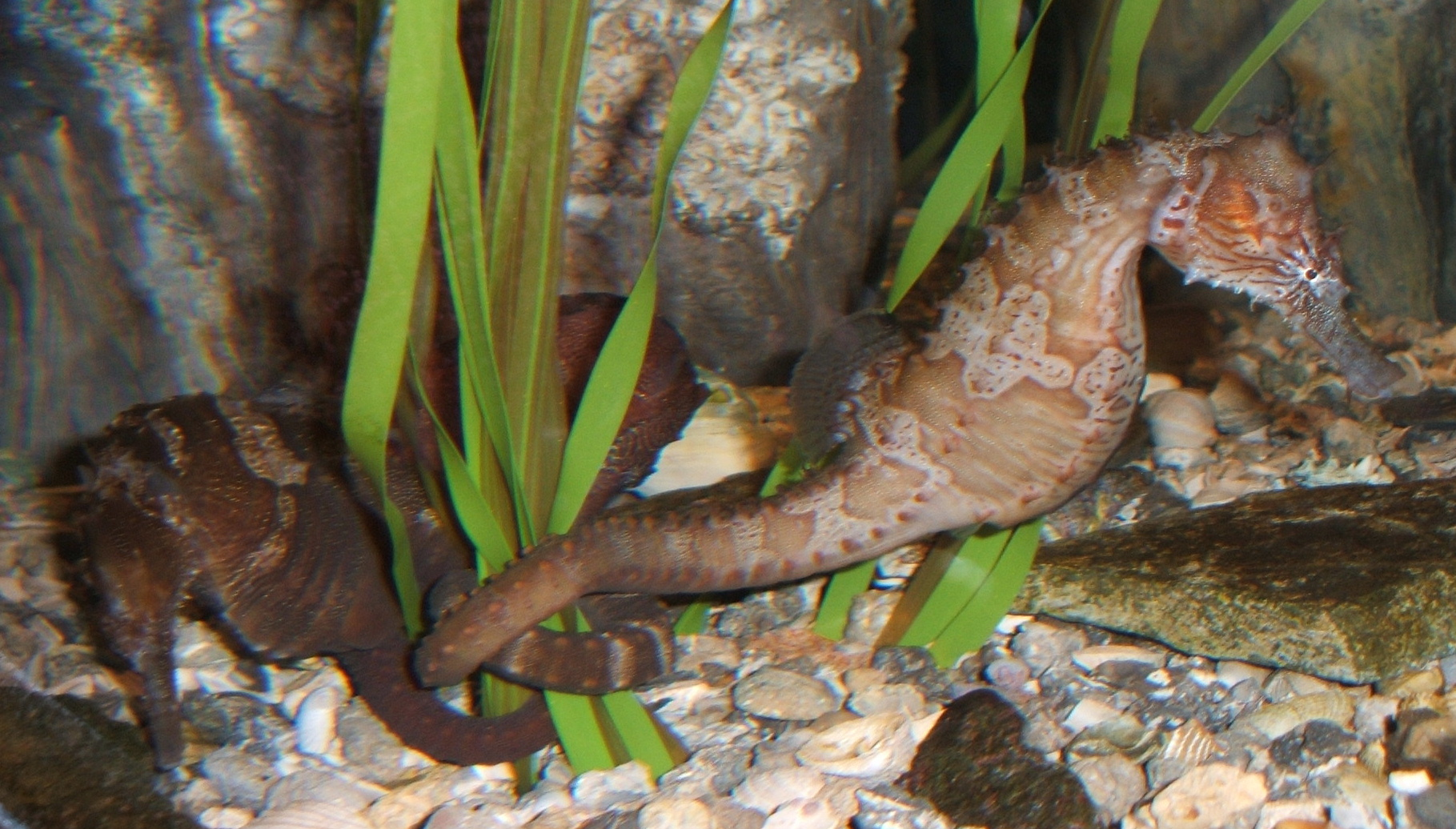
Hippocampus erectus

Weltweit gibt es je nach Autor zwischen 35 und 80 Seepferdchenarten. Die Tatsache, dass in den letzten Jahren viele Arten dazugekommen sind und in der aktuellen Literatur noch einige unbeschriebene Arten abgebildet sind, lässt vermuten, dass die Artenzahl eher am oberen Ende dieser Spanne liegt. Bei einer 2002 beschriebenen Art handelt es sich um eines der kleinsten Seepferdchen, das nur 13,5 Millimeter große Denise-Zwergseepferdchen (Hippocampus denise). Die größten Arten, Hippocampus abdominalis und Hippocampus bleekeri, erreichen 35 Zentimeter Länge.

### Arten

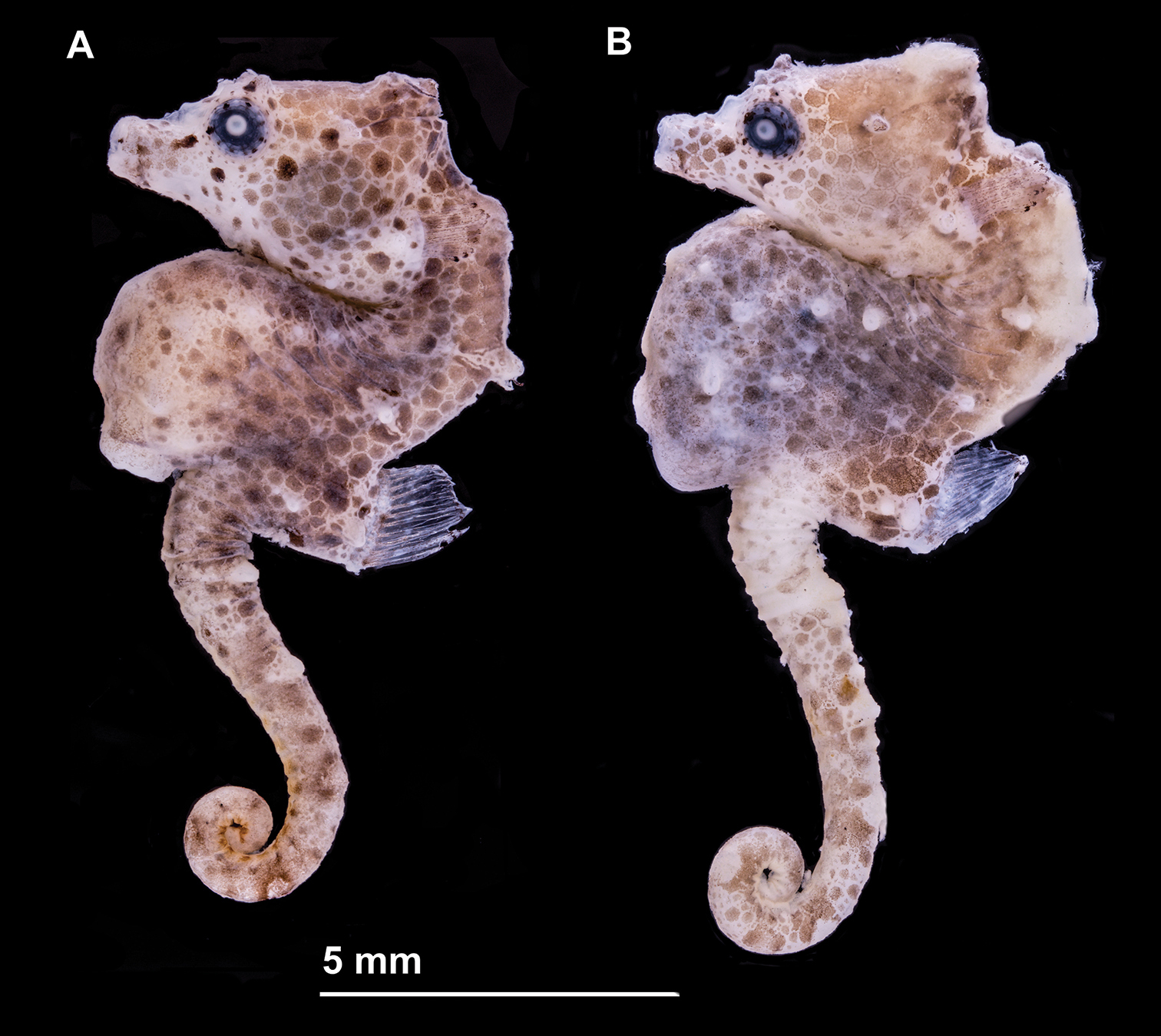
Hippocampus nalu wurde erst 2020 entdeckt und gehört somit zu den zuletzt beschriebenen Seepferdchenarten

Im Jahr 2023 sind bereits über 57 verschiedene Seepferdchen im World Register of Marine Species als eigene Hippocampusarten aufgeführt, nachdem 2017 erst 43 anerkannte Arten beschrieben waren.:
- Dickbauchseepferdchen, Hippocampus abdominalis Lesson, 1827
- Hippocampus alatus Kuiter, 2001
- Hippocampus algiricus Kaup, 1856
- Hippocampus angustus Günther, 1870
- Hippocampus barbouri Jordan & Richardson, 1908
- Zwerg-Seepferdchen, Hippocampus bargibanti Whitley, 1970
- Réunion-Seepferdchen, Hippocampus borboniensis Duméril, 1870
- Hippocampus breviceps Peters, 1869
- Hippocampus camelopardalis Bianconi, 1854
- Hippocampus capensis Boulenger, 1900
- Hippocampus casscsio Zhang et al., 2016
- Hippocampus colemani Kuiter, 2003
- Hippocampus comes Cantor, 1849
- Hippocampus coronatus Temminck & Schlegel, 1850
- Hippocampus curvicuspis Fricke, 2004
- Hippocampus debelius Gomon & Kuiter, 2009
- Denise-Zwergseepferdchen, Hippocampus denise Lourie & Randall, 2003
- Hippocampus erectus Perry, 1810
- Hippocampus fisheri Jordan & Evermann, 1903
- Hippocampus fuscus Rüppell, 1838
- Hippocampus grandiceps Kuiter, 2001
- Langschnäuziges Seepferdchen, Hippocampus guttulatus Cuvier, 1829
- Hippocampus haema Han et al., 2017
- Hippocampus hendriki Kuiter, 2001
- Kurzschnäuziges Seepferdchen, Hippocampus hippocampus Linnaeus, 1758
- Dorniges Seepferdchen, Hippocampus histrix Kaup, 1856
- Hippocampus ingens Girard, 1858
- Hippocampus japapigu Short, Smith, Motomura, Harasti & Hamilton, 2018
- Hippocampus jayakari Boulenger, 1900
- Hippocampus jugumus Kuiter, 2001
- Hippocampus kelloggi Jordan & Snyder, 1901
- Hippocampus kuda Bleeker, 1852
- Hippocampus lichtensteinii Kaup, 1856
- Hippocampus minotaur Gomon, 1997
- Hippocampus mohnikei Bleeker, 1853
- Hippocampus montebelloensis Kuiter, 2001
- Hippocampus multispinus Kuiter, 2001
- Hippocampus nalu Short, Claassens, Smith, De Brauwer, Hamilton, Stat & Harasti, 2020
- Hippocampus paradoxus Foster & Gomon, 2010
- Hippocampus patagonicus Piacentino & Luzzatto, 2004
- Hippocampus planifrons Peters, 1877
- Hippocampus pontohi Lourie & Kuiter, 2008
- Hippocampus pusillus Fricke, 2004
- Hippocampus queenslandicus Horne, 2001
- Langschnäuziges Seepferdchen, Hippocampus reidi Ginsburg, 1933
- Hippocampus satomiae Lourie & Kuiter, 2008
- Hippocampus semispinosus Kuiter, 2001
- Hippocampus sindonis Jordan & Snyder, 1901
- Hippocampus spinosissimus Weber, 1913
- Hippocampus subelongatus Castelnau, 1873
- Hippocampus suezensis Duncker, 1940
- Hippocampus trimaculatus Leach in Leach & Nodder, 1814
- Hippocampus tyro Randall & Lourie, 2009
- Hippocampus waleananus Gomon & Kuiter, 2009
- Whites Seepferdchen, Hippocampus whitei Bleeker, 1855
- Hippocampus zebra Whitley, 1964
- Hippocampus zosterae Jordan & Gilbert, 1882

### „bargibanti-Artenkomplex“

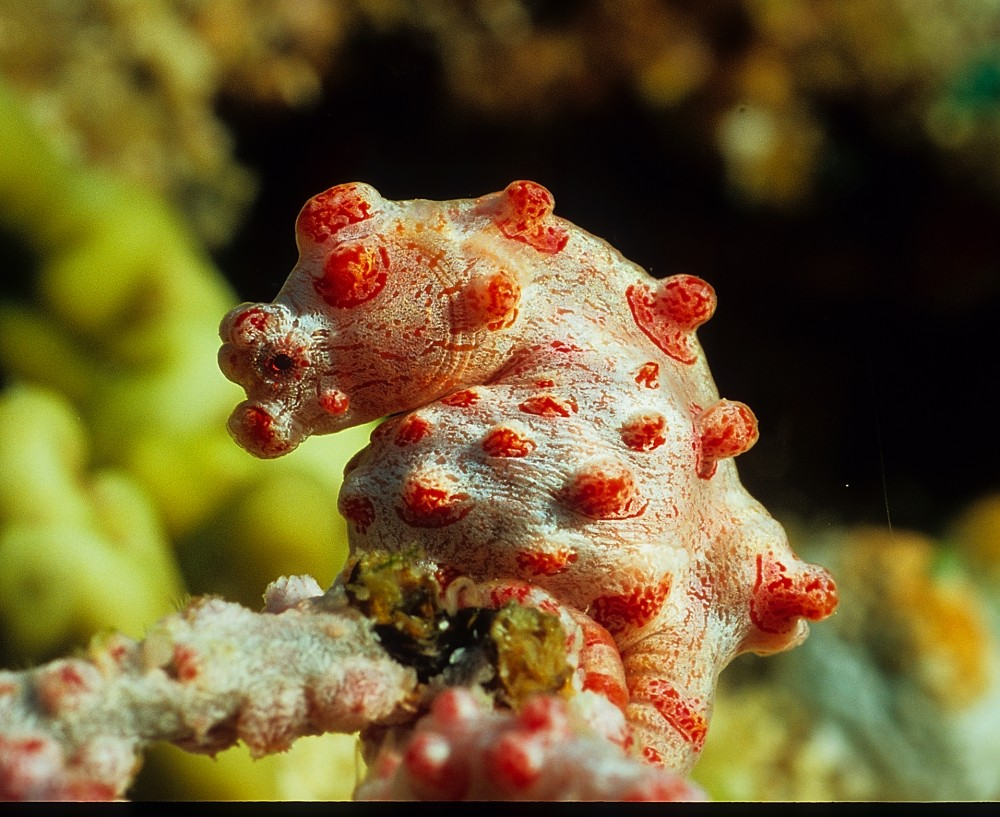
Zwerg-Seepferdchen Hippocampus bargibanti

Eine Gruppe sehr kleiner Seepferdchen weicht anatomisch von den anderen Seepferdchen ab. Hippocampus bargibanti wurde als erste dieser Arten erst 1970 beschrieben, alle weiteren seit dem Jahr 2003. Die Tiere werden nach der ersten bekannten Art als „bargibanti-Artenkomplex“ oder als „Pygmäenseepferdchen“ bezeichnet. Sie sind nur 14 bis 22 mm lang und mit ihrer äußeren Erscheinung sehr eng an eine Wirtskoralle, Moostierchen oder an Seegras angepasst. Bei diesen Seepferdchen sind die Kiemenöffnungen zu einer einzigen Austrittsöffnung zusammengewachsen, die mittig am Hinterkopf liegt.
- Zwerg-Seepferdchen (Hippocampus bargibanti) Whitley, 1970
- Hippocampus colemani Kuiter, 2003
- Denise-Zwergseepferdchen (Hippocampus denise) Lourie & Randall, 2003
- Hippocampus japapigu Short et al., 2018
- Hippocampus nalu Short et al., 2020
- Hippocampus pontohi Lourie & Kuiter, 2008
- Hippocampus satomiae Lourie & Kuiter, 2008

### Zwerg-Nadelpferdchen

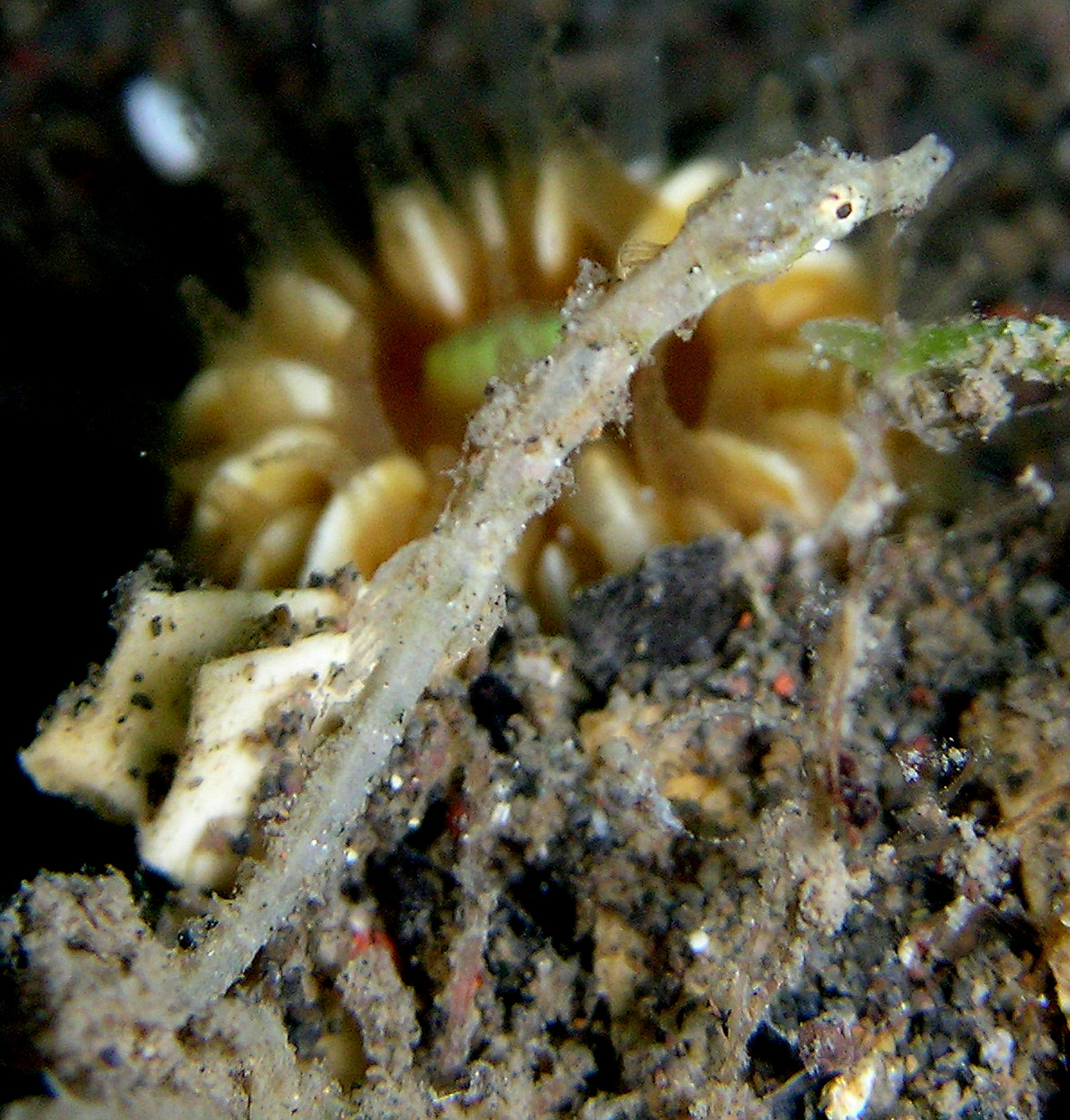
Acentronura breviperula

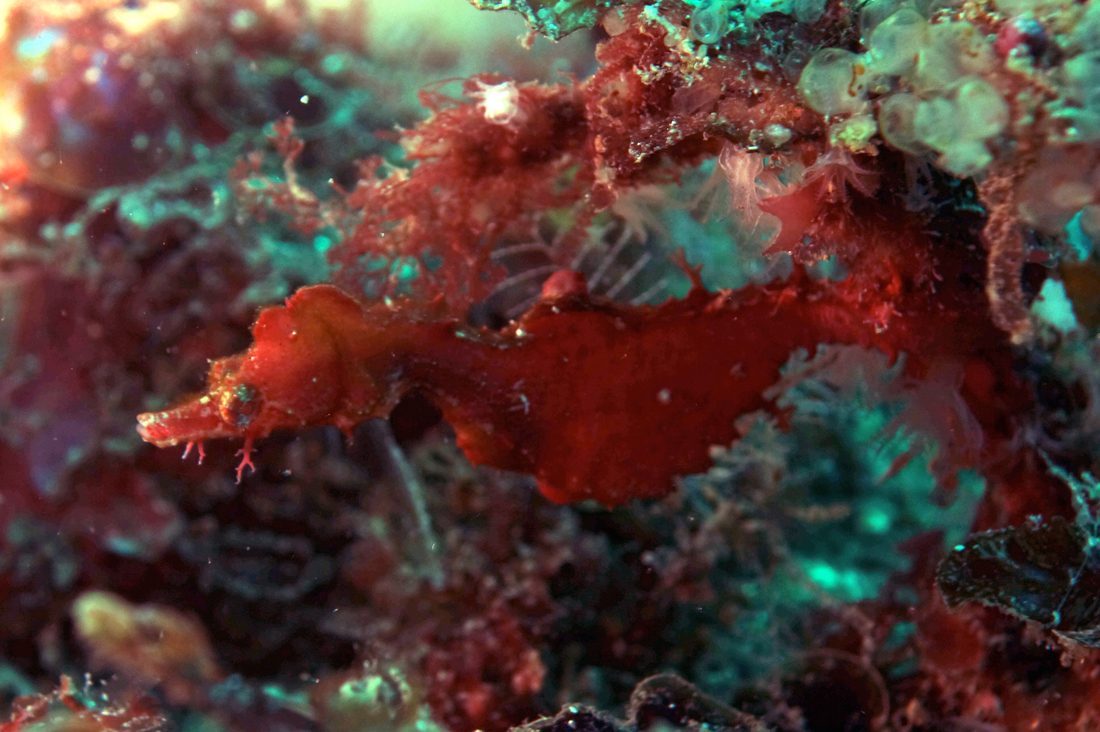
Idiotropiscis lumnitzeri

Neben den eigentlichen Seepferdchen der Gattung Hippocampus werden von einigen Wissenschaftlern noch drei Gattungen seepferdchenähnlicher Seenadeln, die im Deutschen als Zwerg-Nadelpferdchen bezeichnet werden, zu der Unterfamilie Hippocampinae gerechnet. Es sind winzige, durch zahlreiche Hautauswüchse ähnlich wie die Fetzenfische getarnte Fische. Sie werden 4 bis 6,5 Zentimeter lang. Wie die eigentlichen Seepferdchen verfügen die Männchen über eine Bauchtasche, in die die Weibchen die Eier legen. Ihr Schwanz ist flexibel wie der der Seepferdchen und wird benutzt, um sich an Pflanzen festzuhalten.
Gattungen und Arten:
- Acentronura Kaup, 1853[14]
  - Acentronura breviperula Fraser-Brunner & Whitley, 1949
  - Acentronura gracilissima (Temminck & Schlegel, 1850)
  - Acentronura tentaculata Günther, 1870
- Amphelikturus Parr, 1930[15]
  - Amphelikturus dendritica (Barbour, 1905)
- Idiotropiscis Whitley, 1947[16]
  - Idiotropiscis australe (Waite & Hale, 1921)
  - Idiotropiscis larsonae (Dawson, 1984)
  - Idiotropiscis lumnitzeri Kuiter, 2004

## Seepferdchen und Menschen

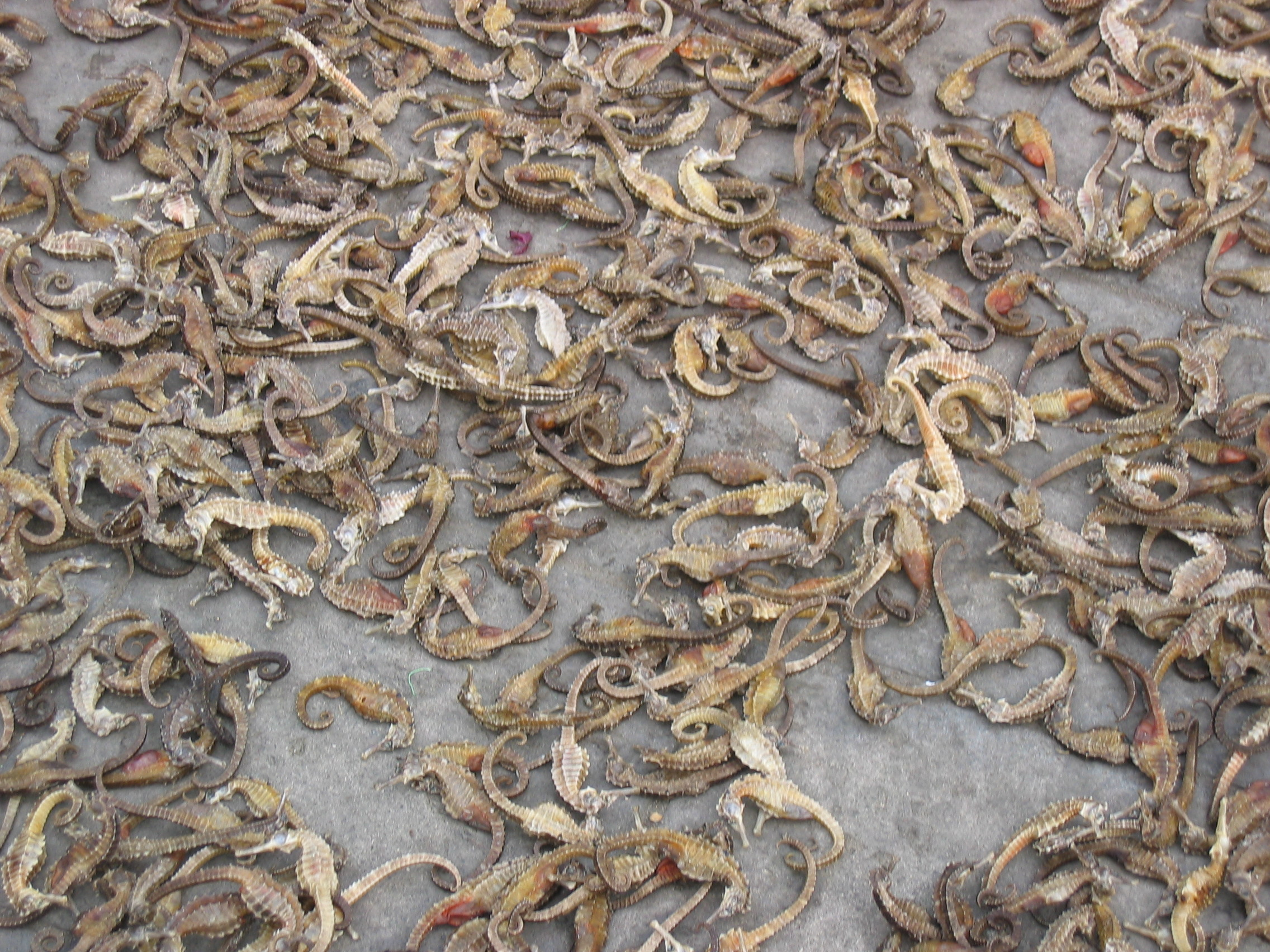
Seepferdchen werden in Guangzhou (China) als Heilmittel getrocknet

### Gefährdung
Seepferdchen haben nur sehr wenige Fressfeinde, da sie mit ihren Knochenplatten, Stacheln und vielen Gräten eine schwer zu verzehrende Nahrung darstellen. Trotzdem gehören die Tiere zu den gefährdeten Arten. Der Rückgang ihrer Population liegt vor allem an der massiven Zerstörung ihrer Lebensräume, der unterseeischen Seegraswälder, und der intensiven Befischung der Gewässer, wodurch sie häufig als Beifang in den Netzen landen. Hinzu kommt vor allem in China und Südostasien der Glaube, dass zerstoßene Seepferdchen heilende, aber auch potenzsteigernde Wirkung haben. Die Bestände der beiden einzigen Seepferdchenarten Europas sind von 2007 bis 2017 um bis zu 30 Prozent gesunken.

### Mythologie
In der griechischen Mythologie waren Seepferdchen die Nachfahren jener Rösser, die Poseidons Streitwagen zogen. Die wundersamen Tiere fanden einen Platz in Kunst und Literatur.
Mythische Darstellungen des Seepferdes (vorne Pferd, z. T. sogar mit Vorderhufen, hinten oft mit der Flosse eines Fisches oder Delfins ausgestattet, möglicherweise ein Missverständnis aufgrund von Beschreibungen des Tieres im späten 15. Jahrhundert), finden sich weltweit relativ häufig in Wappendarstellungen von Küstenorten, insbesondere in England und im Commonwealth. Das Fabelwesen Seepferd ist nicht mit dem Seepferdchen zu verwechseln.

### Heraldik
Als Wappentier ist das Seepferdchen in der Heraldik wenig verbreitet, so unter anderem im Ortswappen von Timmendorfer Strand.

### Medien
Die Trickfilmfigur des Sehpferdchens diente von 1959 bis 1969 im Werbefernsehen des Norddeutschen Rundfunks als Werbetrenner.